# جائزة فكتور تورنر
جائزة فكتور تورنر هي جائزة في مجال الأنثروبولوجيا تمنح لأي عمل كتابي يقرب الأنثروبوبجيا إلى عامة الشعب. ترعاها جمعية الأنثربولوجيا البشرية. سميت باسم الراحل فيكتور تيرنر الذي كرس حياته لتهيئة اللغة التي توضح الأنثروبولوجيا إلى عامة البشر. وتشمل الأنواع المؤهلة للحصول على الجائزة مجالات الدراسات الإثنوغرافية، الروايات، الروايات التاريخية والسير الذاتية والمذكرات، المسرحيات، أو المجموعات في تأليف واحد من المقالات والقصص القصيرة أو القصائد.

## الحائزون على الجائزة
| السنة | المجال       | الفائز (ة)          | العمل                                                 |
| ----- | ------------ | ------------------- | ----------------------------------------------------- |
| 1986  | كتب الخيال   | باربره تيدلوك       | كتاب "إبقاء التنفس بالقرب"                            |
| 1986  | الشعر الأثني | الفائز              | سنجفف عيوننا                                          |
| 1987  | الشعر الإثني | غوردون ليستر ماسمان | أخطاء في الفردوس                                      |
| 1988  | كتب الخيال   | إرنست شوسكس         | الخروج الكوري                                         |
| 1988  | الشعر الإثني | سوزان لاندغراف      | رثاء إمراءة كونغ                                      |
| 1989  | عمل خيالي    | مايكل هيتمان        | زوجين من الأص وإثنين واحد                             |
| 1989  | الشعر الإثني | ستيفانوس ستيفانيديس | وبالرغم من ذلك، فإنني أحتفل بك با لوتس سهول الوحل     |
| 1990  | جائزة تورنر  | كيرين ناياران       | حكواتيون، قديسون ودجالون: المرويات في تعاليم الهندية. |
| 1990  | الخيال       | سوزان سكوت ستيفن    | شجرو الجن                                             |
| 1991  | جائزة تورنر  | دينيس ديتلوك        | أيام من رزنامة الأحلام                                |
| 1991  | الشعر الإثني | جون شيري            | ترمبم لوحة ثلاثية، حقل بعيد، تفاليد محلية             |

- 2003 آلان كليما عن كتابه: «الكازينو الجنازة: التأمل، المذبحة، والتبادل مع الميت في تايلاند».
- رافلز هيو عن كتابه «حول الأمازون: التاريخ الطبيعي».

## إقراء أيضا
- جائزة ميد مارجريت